# Василий (Преображенский, Василий Хрисанфович)
Епископ Василий (в миру Василий Хрисанфович Преображенский; 25 декабря 1854 (6 января 1855), село Круглое, Козловский уезд, Тамбовская губерния — 6 (19) октября 1915, Звенигород, Московская губерния) — епископ Русской православной церкви, епископ Можайский, викарий Московской епархии. Духовный писатель.

## Биография
Родился 25 декабря 1854 года в селе Круглом Козловского уезда Тамбовской губернии (ныне Мичуринский район Тамбовской области) в семье священника. Состоял в родстве со святителем Николаем Японским.
В 1876 году окончил Тамбовскую духовную семинарию, после чего поступил в Санкт-Петербургскую духовную академию, которую окончил в 1880 году со степенью кандидата богословия с правом на получение степени магистра без нового устного испытания.
В том же году назначен преподавателем в Воронежскую духовную семинарию.
В 1881 году был утверждён в учёной степени магистра богословия за сочинение «Восточные и западные школы во время Карла Великого, их отношение между собою, к классическим и древне-христианским и постановка в них богословия».
10 июля 1883 года определён священником к церкви при Первом кадетском корпусе в Санкт-Петербурге и законоучителем корпуса.
В 1897 году был возведён в сан протоиерея.
Принимал участие и в монархическом движении в Москве, был председателем Братства Воскресения Христова. Был избран почётным членом Русского Монархического Собрания, активно участвовал в его работе.
В 1906 году назначен помощником главного наблюдателя за преподаванием Закона Божия в военно-учебных заведениях столицы.
Овдовел в 1906 году и 1 марта 1908 года епископом Вологодским Никоном (Рождественским) был пострижен в монашество с именем Василий, а 2 марта был возведён в сан архимандрита.
7 марта того же года император утвердил доклад Святейшего Синода о «бытии бывшему настоятелю церкви при С.-Петербургском I-м кадетском корпусе архимандриту Василию Епископом Можайским, третьим Викарем Московской епархии, с производством наречения и посвящения его в епископский сан в С.-Петербурге».
8 марта того же года в Зале заседаний Святейшего Синода состоялось его наречение во епископа.
9 марта 1908 года в Свято-Троицком соборе Александро-Невской лавры состоялась его епископская хиротония, которую совершили: митрополит Санкт-Петербургский Антоний (Вадковский), митрополит Московский Владимир (Богоявленский), митрополит Киевский Флавиан (Городецкий) и многие другие епископы.
Возглавил правление братства Воскресения Христова, созданного 4 января 1909 году.
21 августа 1909 года назначен настоятелем Саввина Сторожевского мужского монастыря и становится вторым викарием Московской епархии.
9 декабря 1910 года выступал в прениях при обсуждении доклада Г. А. Шечкова о масонстве, назвал масонов «работниками грядущего царства антихриста». Как почётный член, принимал участие в трудах Пятого Всероссийского Съезда Союза Русского Народа в Москве 21 ноября — 1 декабря 1911 («Дубровинский» Съезд).
После увольнения 23 ноября 1912 года с Московской кафедры Владимира (Богоявленского) и до прибытия в Москву 23 декабря того же года митрополита Макария (Невского) временно управлял Московской епархией.
Был очень популярен в Москве, особенно среди простонародья, митрополит Мануил (Лемешевский) написал о нём: «Москва глубоко чтила его и прозвала „народным святителем“».
11 мая 1914 года был по болезни уволен на покой, после чего до конца жизни жил в Саввино-Сторожевском монастыре в Звенигороде, где умер 6 октября 1915 года. Похоронен в Саввино-Сторожевском монастыре. В 2018 году памятник на его могиле был восстановлен.

## Труды
- Восточные и западные школы во времена Карла Великого, их отношения между собой, к классическим и древнехристианским и постановка в них богословия, магистерская диссертация, Санкт-Петербург, 1881.
- «Св. Предтеча и Креститель Господень Иоанн», Внебогослужебные беседы, Москва, 1890.
- Борьба за иконопочитание в Византийской империи, Москва, 1890.
- Разделение Церкви на две половины — восточную и западную, Москва, 1891.
- Фотий, Патриарх Константинопольский, Тысячелетие со дня кончины, Санкт-Петербург, 1892.
- Св. Тарасий, Патриарх Царьградский и седьмой Вселенский Собор, Санкт-Петербург, 1893.
- Преподобный Федор Студит и его время, Москва, 1896.
- Святитель Стефан Пермский, Москва, 1896.
- «Притчи Господа нашего Иисуса Христа», Внебогослужебные беседы (два выпуска), Москва, 1897. выпуск 1, выпуск 2
- Святые учителя веры и благочестия. 12 книг житий. Душеспасительное чтение на каждый день года, Санкт-Петербург и Москва, 1899—1908.
- Чудеса Господа нашего Иисуса Христа, Москва, 1901.
- Святой мученик Вонифатий, Санкт-Петербург, 1908.
- История христианской Православной Церкви, Москва, 1908.
- «Св. Алексий, митрополит всея Руси и чудотворец», Чтение для народа, Санкт-Петербург, 1909.
- Пространный христианский катехизис Православной Церкви, в изложении безвопросном. Курс повторительный, Москва, 1909 (1-й японский перевод — Токио, 1910; 2-й — Токио, 1952).
- «Беседа на святое Преображение Господа Бога и Спаса нашего Иисуса Христа», Прибавление к «Церковному Вестнику», 1912, № 31, 1239.
- Голос Церкви, 1912, июль, 33-49.
- «Успение Пресвятыя Владычицы нашей Богородицы и Приснодевы Марии», Прибавление к «Церковному Вестнику», 1912, № 32, 1263; Голос Церкви, 1912, август, 19-37.
- «Жизнь Пресвятыя Владычицы нашей Богородицы и Приснодевы Марии», Душеспасительные беседы, Сергиев Посад, 1914.
- «Поучение в день Пятидесятницы», Голос Церкви, 1912, апрель, 21-32.
- «Святые первоверховные апостолы Петр и Павел», Голос Церкви, 1912, май, с. 27-52.
- «Слово на Рождество Пресвятыя Богородицы», Голос Церкви, 1912, август-сентябрь, 25-33.
- «Слово на день Воздвижения Честного и Живородящего Креста», Голос Церкви, 1912, сентябрь, 13-26.
- «Притча Спасителя о богаче и нищем Лазаре (Лк. XVI, 19-31 ст.)», Голос Церкви, 1912, октябрь, 16-43.
- «Вход во храм Пресвятой Владычицы нашей Богородицы и Приснодевы Марии», Голос Церкви, 1912, ноябрь, 36-51.
- «Притча о званных на Вечерю», Голос Церкви, 1912, декабрь, 19-35.